# Ferdinando d'Aragona (1190)
Ferdinando di Aragona (Saragozza, 1190 – 1º luglio 1249) è stato un principe aragonese.

## Biografia
Era figlio del re d'Aragona Alfonso il Casto e di Sancha di Castiglia, figlia del re di Castiglia, Alfonso VII.
Nel 1201, a causa di un voto fatto da sua madre, venne fato entrare nel Monastero di Santa Maria di Poblet. Nel 1205 fu nominato abate di Monte Aragon e iniziò un conflitto con il vescovo di Huesca per difendere i privilegi del monastero. Il conflitto si concluse con l'intervento di suo fratello, re Pietro II d'Aragona, che concesse un privilegio per l'abbazia di Mont Aragona. 
Più incline alla vita secolare che a quella religiosa, Ferdinando prese parte a diverse campagne militari. Partecipò alla Battaglia di Las Navas de Tolosa, nell'ambito della Reconquista terminata secoli dopo dai re Cattolici.
Alla morte di suo fratello re Pietro II nella battaglia di Muret, si disputò con lo zio Sancho I di Provenzal a nomina a reggente della Corona d'Aragona per il piccolo Giacomo I d'Aragona.
Successivamente aspirò ad essere il re del Regno d'Aragona basandosi sulla nullità del matrimonio tra suo fratello Pietro II e Maria di Montpellier, che delegittimava Giacomo I d'Aragona a diventare re. Con questo obiettivo nel 1214 venne secolarizzato, pur mantenendo il controllo dell'Abbazia di Monte Aragon con il titolo Servus, et ministro retto.
Guidò così la rivolta dei nobili aragonesi contro Giacomo I.
Dopo l'accordo di Alcala nel 1227, che determinò l'egemonia della monarchia sulla nobiltà e consolidò il regno di Giacomo I, Ferdinando servì il re in varie sue campagne. Partecipò all'assedio di Burriana, alla conquista di Valencia nel 1244 ed guidò l'assedio di Xàtiva.
Morì nel 1249 e fu sepolto nella cripta dell'Abbazia di Monte Aragon.